# HP 65

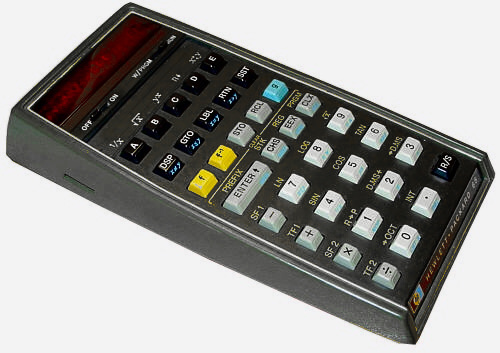
La calculadora HP 65

L' HP 65  va ser la primera calculadora de mà programable amb targeta magnètica. Introduïda per Hewlett-Packard al 1974, era considerada una meravella electrònica. Empaquetava 9 registres emmagatzematge i tenia espai per a 100 instruccions de petja de teclat. També va incloure una lector/escriptor de targeta magnètica les targetes eren aproximadament la mida d'una tira de xiclet. Els programes van usar RPN amb una pila de quatre nivells de memòria. Així que no hi havia tecla d'igual, sinó que hi havia una tecla "ENTER" per empènyer un operador o un operant sobre la "pila".
La HP 65 oferia unes capacitats d'edició de programes molt rudimentàries. El seu registre d'emmagatzematge R9 era corromput quan l'usuari o el programa executava funcions trigonomètriques o feia proves de comparació. Aquest problema va ser documentat en el manual i, per tant, no es considera un bug.

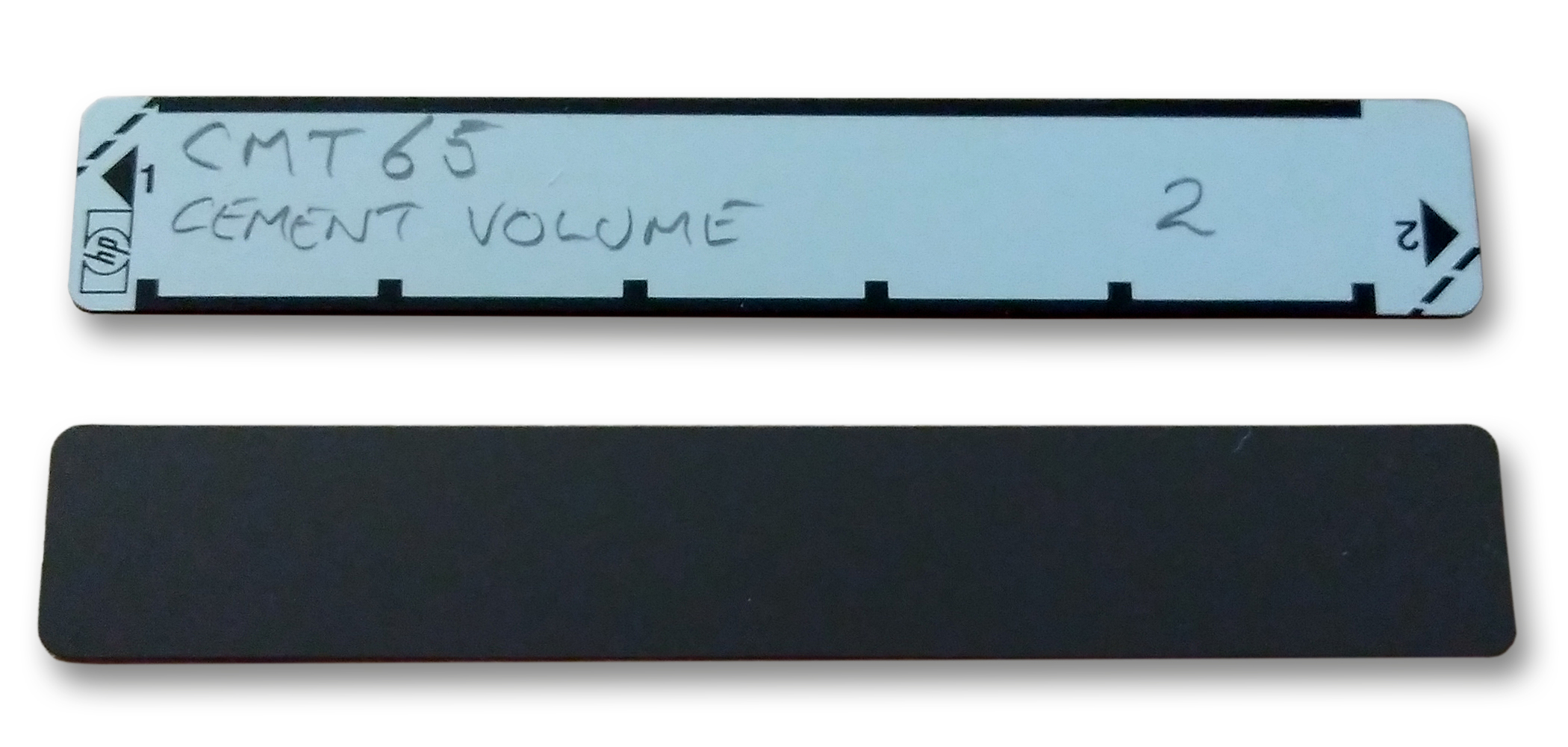
Targuetes magnetiques HP

El requisit de disseny de Bill Hewlett era que la calculadora havia de cabre a la butxaca de la seva camisa. Aquesta és una raó per la profunditat que s'aprima gradualment de la calculadora. Les targetes magnètiques dels programes s'alimentaven a l'extrem gruix de la calculadora sota pantalla de LED. La documentació per als programes en la calculadora va ser molt completa, incloent algorismes per a centenars d'aplicacions, incloent-hi les solucions d'equacions diferencials, estimació de preu d'estoc, estadística, etc.
El 1975, durant el projecte de prova del Apollo-Soiuz, la HP 65 es va convertir en la primera calculadora programable de mà a l'Espai.

## Altres calculadores de Hewlett-Packard
Juntament amb la HP 65, Hewlett-Packard va fabricar una diversitat de calculadores de butxaca famoses:
- HP-35 Primera calculadora de butxaca amb funcions científiques
- HP-01 Primera calculadora de polsera
- HP-55 Primera calculadora científica programable de butxaca amb temporitzador de quars
- HP-25 Calculadora científica programable de butxaca de baix cost
- HP-41C Primera calculadora amb pantalla alfanumèrica
- HP-12C Calculadora financera de butxaca